# لاژینها
لاژینها (به پرتغالی: Lajinha) یک منطقهٔ مسکونی در برزیل است که در میناز ژرایس واقع شده‌است. لاژینها ۴۳۱٫۹۲ کیلومتر مربع مساحت و ۱۹٬۹۱۸ نفر جمعیت دارد.